# Долібець Марія Григорівна
Марія Григорівна Долібець (1 серпня 1941, село Булдичів, тепер Романівського району Житомирської області) — українська радянська діячка, ланкова колгоспу «Україна» (імені Марії Марцун) Дзержинського (Романівського) району Житомирської області. Депутат Верховної Ради УРСР 9—10-го скликань.

## Біографія
З 1958 року — телятниця, член ланки колгоспу імені Фрунзе Дзержинського (Романівського) району Житомирської області.
З 1969 року — ланкова колгоспу «Україна» (імені Марії Марцун) Дзержинського (Романівського) району Житомирської області.
Освіта середня. Член КПРС з 1977 року.
Потім — на пенсії в селі Булдичів Романівського району Житомирської області.

## Нагороди
- орден Леніна
- орден Трудового Червоного Прапора
- ордени
- медалі